# Tonight (David-Bowie-Album)
Tonight ist das 16. Studioalbum von David Bowie. Es erschien am 29. September 1984.

## Hintergrund
Bowie beschrieb das Album, das unmittelbar nach der letzten Tour seines vorherigen Albums Let’s Dance veröffentlicht wurde, als Versuch, „sozusagen bei der Sache zu bleiben“ und das neue Publikum zu behalten, das er in der letzten Zeit gewonnen hatte. Bowie war während der Tournee mit dem Songwriting kaum vorangekommen. Er beschrieb den Prozess der Aufnahme des Albums folgendermaßen:

„Wir beeilten uns damit [mit dem Album]. Der Prozess wurde nicht überstürzt; wir haben uns tatsächlich die Zeit genommen, das Ding aufzunehmen; Let’s Dance war in drei Wochen fertig, Tonight dauerte fünf Wochen oder so, was für mich eine sehr lange Zeit ist. Ich arbeite gerne schnell im Studio. Ich schrieb nicht viel für das Album, weil ich nicht auf Tour schreiben kann und ich zuvor nichts zusammengestellt hatte, um es zu verwenden. Es war der Versuch, mit der Brechstange ein Album in der Art von Pinups [1973] aufzunehmen.“

## Titelliste
1. Loving the Alien – 7:11
2. Don’t Look Down – 4:11
3. God Only Knows – (The Beach Boys, von Pet Sounds, 1966) – 3:08
4. Tonight (mit Tina Turner) – 3:46
5. Neighborhood Threat – 3:12
6. Blue Jean – 3:11
7. Tumble and Twirl – 5:00
8. I Keep Forgettin’ (Chuck Jackson, von Any Day Now, 1962) – 2:34
9. Dancing with the Big Boys (mit Iggy Pop) – 3:34

## Veröffentlichung und Rezeption
Das Album erhielt überwiegend schlechte Kritiken. So beschreibt das Magazin eclipsed das Album in seinem Buch Rock – Das Gesamtwerk der größten Rock-Acts im Check: alle Alben, alle Songs (Teil 1) als „künstlerischen Offenbarungseid ersten Ranges“ mit „grässlich klischeehaftem Reggae“ und einem „lächerlichen Titelstück-Duett“. Konsequenterweise vergibt das Magazin daher für das Werk die niedrigste Kategorie Fehlkauf und es landet in dieser Veröffentlichung in der Gesamtschau aller Bowie-Alben auf dem letzten Platz.
Auch Bowie zeigte sich in späteren Jahren unzufrieden damit. Das Album wurde 2018 erneut gemastert und In die Bowie-Box Loving the Alien (1983-1988) aufgenommen.

## Kommerzieller Erfolg

### Chartplatzierungen
Das Album erreichte im Oktober 1984 die Nummer eins der UK−Alben-Charts. 
| ChartsChartplatzierungen       | Höchstplatzierung | Wochen |
| ------------------------------ | ----------------- | ------ |
| Deutschland (GfK)              | 8 (11 Wo.)        | 11     |
| Österreich (Ö3)                | 8 (16 Wo.)        | 16     |
| Schweiz (IFPI)                 | 8 (6 Wo.)         | 6      |
| Vereinigte Staaten (Billboard) | 11 (24 Wo.)       | 24     |
| Vereinigtes Königreich (OCC)   | 1 (19 Wo.)        | 19     |

### Auszeichnungen für Musikverkäufe
Tonigh wurde mit einer Platin-Schallplatte der Recording Industry Association of America (RIAA) und einer Goldenen Schallplatte der British Phonographic Industry (BPI) zertifiziert.
| Land/Region                  | Auszeichnungen für Musikverkäufe (Land/Region, Auszeichnung, Verkäufe) | Verkäufe  |
| ---------------------------- | ---------------------------------------------------------------------- | --------- |
| Frankreich (SNEP)            | Gold                                                                   | 100.000   |
| Japan (RIAJ)                 | Gold                                                                   | 100.000   |
| Kanada (MC)                  | 2× Platin                                                              | 200.000   |
| Neuseeland (RMNZ)            | Gold                                                                   | 10.000    |
| Spanien (Promusicae)         | Gold                                                                   | 50.000    |
| Vereinigte Staaten (RIAA)    | Platin                                                                 | 1.000.000 |
| Vereinigtes Königreich (BPI) | Gold                                                                   | 100.000   |
| Insgesamt                    | 5× Gold · 4× Platin ·                                                  | 1.560.000 |

Hauptartikel: David Bowie/Auszeichnungen für Musikverkäufe